# Souboj na Araluenu
Souboj na Araluenu (Duel at Araluen) je třetí díl sequel knižní série Královská hraničářka k souboru Hraničářův učeň, jehož autorem je australský spisovatel John Flanagan. Knížka navazuje na předchozí díl Klan Rudé lišky (2018). Hlavními postavami jsou zde Maddie, Gilan, Kasandra a Horác a zrádce Dimon, hraničář Will se zde vyskytuje jen na konci a o starém hraničáři Haltovi je zde jen zmínka. Navíc se do děje přimíchají postavy z Bratstva Volavek. Knížka byla v Austrálii vydána v roce 2018 nakladatelstvím Random House, o rok později vyšel český překlad u nakladatelství Egmont.

## Děj
Maddie, která se se svou matkou spojí díky tajným chodbám, má za úkol najít bratrstvo Volavky, které by mělo být u pobřeží. S nimi pak plánuje zezadu přepadnout vojáky, kteří obléhají jejího otce, sira Horáce a velitele hraničářů Gilana ve staré pevnosti. Bratrstvo Volavek je na pobřeží kvůli skandijské hlídkové lodi, která v bouři narazila do skály. Protože je poškozená, nabere Hal většinu druhé posádky na palubu a plují zpět na Araluen, kde si chtějí nechat udělat „dlahu“ na prasklou část lodi.
Maddie je ale zastaví už na řece a požádá je o pomoc proti Liškám. Hal i Jern, skirl druhé posádky, souhlasí a plaví se k místu poblíž pevnosti. Maddie tam jede na koni. Když dorazí, Maddie se vydává na výzvědy. Při tom zjišťuje, že žoldnéři Lišek chtějí na Horáce a Gilana zaútočit příští noc. Varuje je tedy pomocí šípu se zprávou. Po odražení útoku se proplíží do pevnosti a domluví plán útoku.
Na hradě Araluenu se mezitím zrádce Dimon snaží dostat Kasandru z opevněné věže. Chce věž zničit pomocí trebuchetu, naráží však na Kasandřiny lukostřelce. Ti nejprve zapálí lano na trebuchetu a poškodí ho. Dimon ho nechá opravit a vrhá na věž pískovcové střely, ty jsou však nanic. Poté zkouší vrhat ohnivé měchýře a alespoň zapálit podlahy ve věži. Lukostřelci mu ale tyto měchýře zapálí a celý trebuchet shoří.
V pevnosti se Horác a Gilan připravují na útok. Vyjdou z pevnosti a zaútočí na Lišky. Když plně poutají jejich pozornost, zaútočí Skandijci zezadu a úplně Lišky převálcují. Vojáci i Skandijci se poté vydávají k hradu Araluenu. Na Araluenu mezitím Dimon slíbil obrovskou odměnu za dobytí horních pater věže, kde je Kasandra. Zběsilý útok se Liškám nakonec podaří a vytlačí ji do posledního patra. Když už si Kasandra myslí, že je vše ztraceno, objeví se před hradem Horác, Gilan a Skandijci.
Maddie vede Volavky tajnými chodbami do strážnice. Když Skandijci strážnici vyčistí, spustí padací most a vpustí ostatní do hradu. Dimon se snaží prchnout, je ale dostižen a Kasandrou zabit.